# Ashley Hunter
Ashley Matthew Hunter (sinh ngày 29 tháng 9 năm 1995) là một cầu thủ bóng đá người Anh thi đấu ở vị trí tiền đạo cho câu lạc bộ League Two Salford City.

## Sự nghiệp thi đấu
Hunter gia nhập đội bóng Northern Premier League Ilkeston sau khi bị giải phóng hợp đồng bởi Burton Albion vào mùa hè năm 2014. Sau khi thi đấu nổi bật ở học viện Ilkeston, anh lập tức gây ấn tượng ở đội một, khi ghi hai bàn thắng trong lần đá chính đầu tiên cho câu lạc bộ. Anh được đội bóng League One kí hợp đồng Fleetwood Town với mức giá đáp ứng được vào tháng 1 năm 2015.
Vào tháng 1 năm 2020, huấn luyện viên Fleetwood Joey Barton báo cáo rằng anh được cho mượn đến Salford City sau một thỏa thuận giữa hai câu lạc bộ. Thương vụ đã được Salford City xác nhận.
Hunter gia nhập Salford vĩnh viễn vào ngày 17 tháng 7 năm 2020, với bản hợp đồng có thời hạn 2 năm.

## Thống kê sự nghiệp
Tính đến trận đấu diễn ra ngày 22 tháng 6 năm 2019
| Câu lạc bộ          | Mùa giải            | Giải quốc nội        | Giải quốc nội | Giải quốc nội | Cúp FA  | Cúp FA    | League Cup | League Cup | Khác    | Khác      | Tổng    | Tổng      |
| Câu lạc bộ          | Mùa giải            | Hạng đấu             | Số trận       | Bàn thắng     | Số trận | Bàn thắng | Số trận    | Bàn thắng  | Số trận | Bàn thắng | Số trận | Bàn thắng |
| ------------------- | ------------------- | -------------------- | ------------- | ------------- | ------- | --------- | ---------- | ---------- | ------- | --------- | ------- | --------- |
| Ilkeston            | 2014-15             | NPL Premier Division | 10            | 4             | 0       | 0         | —          | —          | 4       | 0         | 14      | 4         |
| Fleetwood Town      | 2014-15             | League One           | 12            | 1             | —       | —         | —          | —          | —       | —         | 12      | 1         |
| Fleetwood Town      | 2015-16             | League One           | 24            | 5             | 0       | 0         | 0          | 0          | 4       | 2         | 28      | 7         |
| Fleetwood Town      | 2016-17             | League One           | 44            | 8             | 6       | 2         | 1          | 1          | 4       | 0         | 55      | 11        |
| Fleetwood Town      | 2017-18             | League One           | 44            | 9             | 5       | 0         | 1          | 0          | 5       | 0         | 55      | 9         |
| Fleetwood Town      | 2018-19             | League One           | 43            | 8             | 3       | 1         | 1          | 0          | 0       | 0         | 47      | 9         |
| Fleetwood Town      | Tổng                | Tổng                 | 167           | 31            | 14      | 3         | 3          | 1          | 13      | 2         | 197     | 37        |
| Tổng cộng sự nghiệp | Tổng cộng sự nghiệp | Tổng cộng sự nghiệp  | 177           | 35            | 14      | 3         | 3          | 1          | 17      | 2         | 211     | 41        |

1. ↑  2 lần ra sân ở Northern Premier League Challenge Cup, 1 lần ra sân ở FA Trophy, 1 lần ra sân ở Derbyshire Senior Cup
2. ↑  Số trận ở Football League Trophy
3. ↑  2 lần ra sân ở EFL Trophy và 2 lần ở League One play-offs
4. ↑  Số trận ở EFL Trophy